# Farmacia clinica
La Farmacia clinica è la branca della farmacia che specializza i farmacisti nel fornire assistenza ai pazienti con l'ottimizzazione dell'uso dei farmaci e promuove la salute, il benessere e la prevenzione delle malattie.

## Descrizione professionale
I Farmacisti clinici nel mondo collaborano con i medici (in italia questa disciplina è attualmente in sviluppo). I Farmacisti clinici hanno una vasta formazione nelle scienze biomediche, farmaceutiche, farmacoepidemiologiche e cliniche. Il farmacista clinico deve avere una laurea in farmacia (o Ctf) ed aver sostenuto un corso di specializzazione o di alta formazione come master universitario di II livello (il percorso formativo del farmacista clinico non è uguale in tutte le nazioni).
L'area funzionale della Farmacia Clinica è preposta al coordinamento di tutte le attività farmaceutiche orientate alla promozione di un uso razionale ed appropriato del farmaco e finalizzate alla diffusione delle conoscenze utili a migliorare il processo di selezione, prescrizione ed impiego del farmaco, del diagnostico e del dispositivo medico. In particolare, nell'ambito dell'area di Farmacia Clinica si dà rilievo all'attività di monitoraggio e valutazione delle terapie, con l'obiettivo di promuovere comportamenti appropriati ed uniformi nell'ambito di specifiche aree clinico - terapeutiche. La Farmacia Clinica ha come scopo quello di garantire l'uso sicuro ed efficace dei farmaci, occupandosi di farmacologia clinica, counseling , farmacovigilanza e tecnica farmaceutica. Infatti, oltre alla scelta appropriata del farmaco da somministrare, i fattori che concorrono a rendere ottimale una terapia sono anche il monitoraggio della tollerabilità e degli effetti avversi, l'adozione di sistemi di somministrazione sicuri e l'attenzione verso possibili problemi pratici, legati alla somministrazione stessa che il paziente potrebbe affrontare.
Il termine "clinica" non implica necessariamente un'attività all'interno di un ambiente ospedaliero, ma vuole sottolineare il fatto che l'attività svolta è legata alla salute del paziente. Ciò comporta che tutti i farmacisti sia di comunità che ospedalieri, siano in grado di svolgere le attività di Farmacia clinica quando hanno un'alta formazione professionale universitaria.

## Storia
La disciplina della farmacia clinica iniziò all'Università del Michigan nel 1960, ma gran parte del lavoro pionieristico fu fatto da David Burkholder, Paul Parker, e Charles Walton all'Università del Kentucky nella seconda parte del 1960.

## Professione
In alcuni Stati, i farmacisti clinici hanno un'abilitazione professionale per prescrivere farmaci secondo protocolli definiti (formulario) in collaborazione con medici e il loro campo di applicazione pratica è in continua evoluzione. Nel Regno Unito, Canada ed alcuni stati Americani ai farmacisti clinici sono state date autorità prescrittive indipendenti.
Componenti di base della farmacia clinica:
1. Prescrizione di farmaci[4]
2. Somministrazione di farmaci[4]
3. Documentare i servizi professionali
4. Revisione delle terapie
5. Comunicazione
6. Counseling
7. Consulting
8. Prevenzione di errori terapeutici

Ambiti della farmacia clinica:
- Informazioni su farmaci e terapie
- Utilizzo dei farmaci
- Valutazione e selezione di farmaci
- Gestione della farmacoterapia
- Istruzione e formazione di Programmi formali
- Gestione dello stato di malattia
- Gestione ed elaborazione elettronica dei dati (EDP)